# The Awful Truth (film, 1929)
Pour les articles homonymes, voir The Awful Truth.
Pour plus de détails, voir Fiche technique et Distribution.
The Awful Truth est un film américain réalisé par Marshall Neilan, sorti en 1929.

## Fiche technique
- Réalisation : Marshall Neilan
- Scénario : Horace Jackson d'après la pièce de 1922[1] The Awful Truth d'Arthur Richman
- Production : 	Maurice Revnes
- Photographie : David Abel
- Montage : Frank E. Hull
- Société de production : Pathé Exchange
- Genre : Comédie dramatique[2]
- Pays de production :  États-Unis
- Distributeur : Pathé Exchange
- Durée : 68 minutes
- Date de sortie : 
  - États-Unis : 10 août 1929

## Distribution
- Ina Claire : Lucy Warriner
- Henry Daniell : Jerry Warriner
- Theodore von Eltz : Edgar Trent
- Paul Harvey : Dan Leeson
- Blanche Friderici : Mrs. Leeson
- Judith Vosselli : Josephine Trent
- John Roche : Jimmy Kempster